# Xã Skree, Quận Clay, Minnesota
Xã Skree (tiếng Anh: Skree Township) là một xã thuộc quận Clay, tiểu bang Minnesota, Hoa Kỳ. Năm 2010, dân số của xã này là 159 người.